# Synodontidae

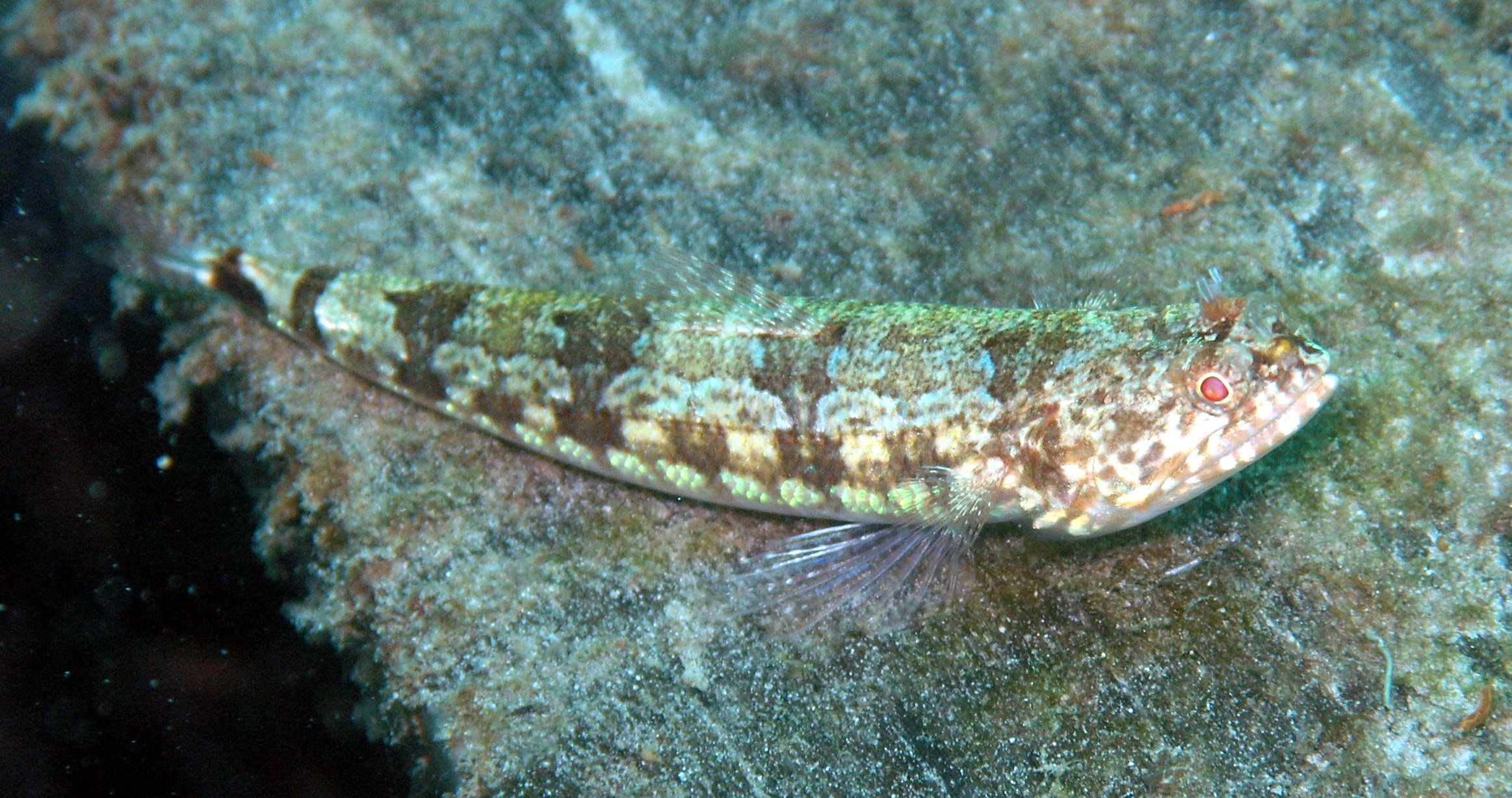
Synodus variegatus

Los chiles son la familia Synodontidae de peces incluida en el orden Aulopiformes, fundamentalmente marinos y raramente en estuarios, distribuidos por los océanos Atlántico, Índico y Pacífico. Su nombre procede del griego: syn (todos juntos) + odous (dientes), en alusión a su dentadura tan característica.
Aparecen por primera vez en el registro fósil en el Mioceno, durante el Terciario superior.
Son pequeños peces cilíndricos, con aletas sin espinas y grandes bocas llenas de dientes fusionados; el hueso supramaxilar si está presente es pequeño.
Son voraces depredadores de pequeños peces.

## Géneros y especies
Existen 65 especies agrupadas en 4 géneros:
- Subfamilia Harpadontinae:
  - Género Harpadon (Lesueur, 1825)
    - Harpadon erythraeus (Klausewitz, 1983)
    - Harpadon microchir (Günther, 1878)
    - Harpadon nehereus (Hamilton, 1822) - Bumalo
    - Harpadon squamosus (Alcock, 1891)
    - Harpadon translucens (Saville-Kent, 1889)

  - Género Saurida (Valenciennes, 1850)
    - con 21 especies que se pueden consultar en el artículo principal del género.
- Subfamilia Synodontinae:
  - Género Synodus (Scopoli, 1777)
    - con 38 especies que se pueden consultar en el artículo principal del género.

  - Género Trachinocephalus (Gill, 1861)
    - Trachinocephalus myops (Forster, 1801) - Guaripete, Chile chato o Lagarto ñato.